# Thomas Leininger
Thomas Leininger (* 1981) ist ein deutscher Cembalist, Organist und Komponist.

## Werdegang
Leininger war zunächst Jungstudent am Peter-Cornelius-Konservatorium in Mainz. Hier erhielt er Klavier- und Hammerflügelunterricht und wirkte als Cembalist des von ihm mitbegründeten Barockensembles Concerto delle muse. 2001 errang das Ensemble einen ersten Preis im Bundeswettbewerb Jugend musiziert, Wertung Alte Musik.
Ab 2001 studierte er an der Schola Cantorum Basiliensis, und zwar Cembalo bei Jörg-Andreas Bötticher, Orgel bei Jean-Claude Zehnder, Andrea Marcon und Lorenzo Ghielmi sowie historischen Generalbass und Improvisation bei Jesper Bøje Christensen und Rudolf Lutz. Ergänzend besuchte er Kurse bei Martin Derungs, Brian Franklin, Matthias Weilenmann, Wieland Kuijken, Simon Standage und Andreas Staier. 2004 erforschte Leininger, unterstützt vom Deutschen Studienzentrum in Venedig, das Opernschaffen des Komponisten Pierfrancesco Cavalli. 2009 erhielt er den Förderpreis des Basler Organistenverbandes. Für Das Händel-Lexikon (Laaber 2010) verfasste er die Artikel „Aufführungspraxis“ und „Rezitativ“. Seit 2016 unterrichtet er Aufführungspraxis und Generalbass an der Schola Cantorum Basiliensis.
Thomas Leininger bildet zusammen mit dem Flötisten und Lautenisten Sven Schwannberger den Kern des Ensembles Il vero modo, das zahlreiche Konzertprogramme vorgestellt und mehrere CDs eingespielt hat. Daneben stehen Engagements bei zahlreichen Ensembles (Capriccio Basel, Cantus Firmus Consort Solothurn, Concentus Musicus Olten, Neues Zürcher Orchester, Ensemble Aspecte Zürich, Stuttgarter Kammerorchester, Le Concert Lorrain), an Opernhäuser (Theater Basel, Gran Teatre del Liceu Barcelona, Luzerner Theater, Opera da Camera Linz, Niedersächsisches Staatstheater Hannover) und bei Festspielen (Salzburger Festspiele, Händel-Festspiele Karlsruhe, Ludwigsburger Schlossfestspiele, Winter in Schwetzingen und Bayreuther Barock).

## Kompositionen
2003 wurde, unterstützt von der Ernst-von-Siemens-Musikstiftung und geleitet von Hans-Martin Linde, Leiningers Oper La Scuola festeggiante uraufgeführt, ein Auftragswerk zum 75-jährigen Jubiläum der Schola Cantorum Basiliensis. 2004/2005 folgten die Uraufführungen zweier geistlicher Werke, des Oratoriums Verkündigung und des Oratoriums Das Leben des heiligen Leonhard, letzteres in der Basler Leonhardskirche. Das Theater und Orchester Heidelberg gab Rekonstruktionen und Neukompositionen der verlorenen Teile zweier Vivaldi-Opern in Auftrag, Motezuma (2006) und Tamerlano/Bajazet (2009). Für das Ekhof-Theater Gotha komponierte Leininger Rezitative und Ensemblesätze für die Galuppi-Oper Arcifanfano (2008). Im Auftrag des Badischen Staatstheaters Karlsruhe ergänzte er die unvollständig überlieferten Orchestersätze und Arien der Händel-Oper Almira (2005) und komponierte Dino und die Arche, eine „Darwinistische Oper“ für Kinder auf ein Libretto von Cédric Costantino und Tina Hartmann (2012). Für die Margarethen-Kantorei Binningen-Bottmingen entstand Auf Engelsschwingen und Eselsrücken, ein Weihnachtsoratorium auf ein Libretto von Tina Hartmann (2014).
Weil Reinhard Keisers originale Vertonung verschollen ist, komponierte Leininger einen neuen Prolog für die Oper Il Muzio Scevola von Filippo Amadei, Giovanni Bononcini und Georg Friedrich Händel. Die Uraufführung durch das Barockorchester „il Gusto Barocco“ fand 2021 in der Stuttgarter Liederhalle statt. Für das Bachfest Leipzig 2023 entstand die Geistliche Sinfonie „Singet dem Herrn ein neues Lied“ – eine Ouvertüre im Stil von Wolfgang Amadeus Mozart, gefolgt von einer orchestrierten Fassung der doppelchörigen Motette Singet dem Herrn ein neues Lied BWV 225. Das Eröffnungskonzert, in dessen Rahmen die Uraufführung mit dem Thomanerchor und dem Gewandhausorchester unter Andreas Reize erklang, wurde am selben Abend von mehreren öffentlich-rechtlichen Hörfunksendern ausgestrahlt. Die Open-Air-Gala „Bach 300“, die am folgenden Tag auf dem Leipziger Marktplatz stattfand und mit der Geistlichen Sinfonie begann, wurde auf Arte gestreamt und in der Arte-Mediathek zur Verfügung gestellt.

## CDs
- Arcadia. Italienische Sonaten des 17. Jahrhunderts. Ensemble Il vero modo: Sven Schwannberger (Blockflöte), Thomas Leininger (Cembalo und Orgel), Julian Behr (Laute, Chitarrone), Masako Art (Harfe), Florian Wieninger (Violone). Thorofon 2006, CTH 2508.
- Love Letters. Liebesbriefvertonungen des 17. Jahrhunderts. Ensemble Il vero modo: Giovanni Cantarini (Tenor), Sven Schwannerger (Chitarrone, Renaissance-Querflöte), Thomas Leininger (Orgel), Masako Art (Harfe), Brigitte Gasser (Lirone). Thorofon 2007, CTH 2538.
- A flauto e cembalo. Die Sonaten für Blockflöte und Cembalo von Georg Friedrich Händel. Ensemble Il vero modo: Sven Schwannberger (Blockflöte), Thomas Leininger (Cembalo). Thorofon 2007, CTH 2540.
- Wolfgang Amadeus Mozart: Sonaten für Violine und Klavier. Isabel Schau (Violine), Thomas Leininger (Tangentenflügel). Musicaphon 2009, M 56911.
- Jean-Louis Tulou et ses élèves. Werke von Jules Demerssemann, Jean Donjon und Jean-Louis Tulou. Sarah van Cornewal (Flöte), Tomoko Mukoyama (Flöte), Thomas Leininger (Hammerflügel). Pan Classics 2012, PC 10270
- The Parensi Manuscript. Werke von Arcangelo Corelli, Domenico Maria Drejer, Filippo Rosa, Tomaso Albinoni, Giovanni Battista Somis, Antonio Vivaldi und Paolo Benedetto Bellinzani. Tabea Schwartz (Blockflöte), Daniel Rosin (Violoncello), Thomas Leininger (Cembalo). Pan Classics 2019, PC 10421.
- The Gerdin Manuscript. Werke von Pietro Castrucci, Francesco Geminiani und Frederic Nussen. Tabea Schwartz (Blockflöte), Thomas Leininger (Cembalo). Pan Classics 2021, PC 10431.
- Secret Charms. Werke von Giuseppe Tartini und Comte de St. Germain. Mojca Gal (Violine), Anne Simone Aeberhard (Blockflöte), Bruno Hurtado Gosalves (Violoncello), Thomas Leininger (Cembalo). Coviello Classics 2022, COV 92201.